# Фонограф
Фоно́граф (от греч. φωνή «звук» + γράφω «писать») — первый прибор для записи и воспроизведения звука. Изобретён Томасом Эдисоном, представлен 21 ноября 1877 года. Звук записывается на носителе в форме дорожки, глубина которой пропорциональна громкости звука. Звуковая дорожка фонографа размещается по цилиндрической спирали на сменном вращающемся барабане (цилиндре). При воспроизведении игла, двигающаяся по канавке, передаёт колебания на упругую мембрану, которая излучает звук.
В более поздних электрических фонографах (более известных с 1940-х годов как проигрыватели или вертушки) движения иглы преобразуются преобразователем в аналогичный электрический сигнал, а затем снова преобразуются в звук громкоговорителем.
Изобретение стало поразительным событием того времени; дальнейшим развитием фонографа стали граммофон и патефон.

## Изобретение
Принципы, на основе которых работает фонограф Эдисона, экспериментально изучались ещё в 1857 году.
Эдиссон разрабатывал метод записи телеграмм иглой, которая наносила в спиральной канавке вращающегося диска точки и тире азбуки Морзе. Для воспроизведения такой записи в канавку диска вводился рычажок, и, когда диск вращался, плечо этого рычажка опускалось и поднималось, следуя меткам на диске. Однажды Эдисон запустил этот механизм на повышенной скорости, после чего плечо рычажка начало вибрировать, издавая звуки. Эдисон понял, что если связать рычажок с подвижной диафрагмой, то возникнут звуковые волны.
Первые записи представляли собой углубления на поверхности фольги, сделанные движущейся иглой. Фольга размещалась на цилиндре, вращающемся при воспроизведении звука. При этом звуковая дорожка представляет собой спираль, что увеличивает длительность записи. Стоимость всего устройства составила 18 долларов. С помощью такой техники удалось записать слова из детской песенки «У Мэри был барашек». Публичная демонстрация прибора сразу сделала Эдисона знаменитым. Многим воспроизведение звука показалось волшебством, поэтому некоторые окрестили Эдисона «волшебником из Менло Парк». Сам Эдисон был настолько поражён открытием, что сказал: «Никогда я ещё не был так ошеломлён в моей жизни. Я всегда боялся вещей, которые работают с первого раза». Изобретение было также продемонстрировано в Белом доме и во Французской академии.
На своё изобретение Эдисон получил патент U.S. Patent 200 521, выданный патентным ведомством США 19 февраля 1878 года.
В период с 1878 по 1887 гг. Эдисон, занимаясь лампой накаливания, отложил работу над фонографом. Продолжив работу, Эдисон начал использовать для записи звука цилиндр с восковым покрытием (идея предложена Чарльзом Тейнтером, который с 1881 года начал разрабатывать на основе фонографа свой графофон). В 1887 году изобретателем Эмилем Берлинером было предложено применять звуконосители не цилиндрической формы, а в форме плоского диска (патент получен в 1896 году). Своё устройство Берлинер назвал «граммофон».
Первоначально планировалось использовать фонограф как секретарскую машину для записи голоса при диктовке — диктофон.
Эдисоном был составлен список 10 основных применений фонографа:
- диктовка и запись писем;
- говорящие книги для слепых;
- обучение ораторскому искусству;
- запись музыки;
- запись голосов членов семьи;
- музыкальные шкатулки и игрушки (Идея была воплощена и запатентована в 1890 году, но, видимо, опередила своё время, потерпев на тот момент неудачу. Говорящие куклы, внутрь которых вставлялся миниатюрный фонограф, поступили в продажу. Однако игрушку не захотели раскупать. Голоса кукол слышать было неприятно, а сами игрушки получились достаточно хрупкими);
- говорящие часы;
- запись речей великих людей;
- обучающие записи;
- вспомогательное приспособление к телефону.

Однако изобретение получило настолько большой успех, что в 1906 Эдисон представил публике несколько музыкальных и театральных записей, осуществлённых созданной им Национальной фонографической компанией (англ. Edison's National Phonograph Company).
В 1912 году на рынок вышел дисковый фонограф Эдисона, начавший конкурировать с другими популярными моделями. Он предлагал лучшее качество звука, однако был несовместим с другими дисковыми проигрывателями.

## Детали конструкции
Существовавшие в те времена фонографы работали по следующему принципу: по вращающемуся звуконосителю (фольга на цилиндре) перемещалась игла-резец, полученные при помощи мембраны-микрофона механические колебания механически же фиксировались деформацией звуконосителя. В первых конструкциях оригинальный звуконоситель использовался и для воспроизведения, но такая технология не давала дополнительной механической энергии для того, чтобы получить звук достаточной громкости. В дальнейшем начали применять методы гальванопластики для изготовления копии носителя из более твёрдого материала. Для воспроизведения записи по звуконосителю перемещалась игла, механически связанная с мембраной-излучателем.
Первые подобные фонографы позволяли осуществить лишь очень короткие записи — длительностью всего несколько минут — и быстро изнашивались. Более долговечными стали валики, покрытые слоем воска. Однако, только с изобретением дисковых фонографов граммофонов технология стала популярной и востребованной. Дисковые фонографы вращали звуконоситель со скоростью 78 об/мин., звук усиливался при помощи рупора конической формы. Большинство моделей приводилось в движение ручкой, которая заводила пружину, таким образом делая прибор удобным и нетребовательным к внешним условиям. Начался бум, в скором времени появилась целая звукозаписывающая индустрия, существующая по сей день.

## Первые публичные демонстрации
11 марта 1878 года фонограф Эдисона демонстрировался перед «бессмертными» Французской академии в Париже. Демонстрацию проводил сотрудник Эдисона венгерский инженер Тивадар Пушкаш, разработчик первой в мире телефонной станции. Его пригласил поклонник Эдисона французский физик Теодор дю Монсель. Когда из коробки фонографа раздался голос, присутствовавший профессор-филолог Ж-Б. Буйо вскочил со своего кресла, подбежал к Монселю, схватил его за воротник и в ярости стал душить, повторяя: «Негодяй! Плут! Вы думаете, что мы позволим чревовещателю надувать нас?!» Когда 30 сентября того же года вопрос о фонографе снова обсуждался, он так и не поверил заключению экспертов и также заявил о ловком чревовещателе, добавив: «Разве возможно допустить, что презренный металл в состоянии воспроизвести благородный голос человека!»

## Популярность фонографов
Несмотря на все минусы конструкции, фонографы стали очень популярны в США и Европе. Этому способствовали множество записей музыки популярных исполнителей (например, итальянского тенора Энрико Карузо), созданных появившимися звукозаписывающими компаниями.
Успех повлёк за собой появление всё новых моделей. Во Франции появились фонографы с увеличенной скоростью вращения. Звукоснимающая игла двигалась в такой модели от центра к периферии.
Швейцарские производители стали специализироваться на маленьких переносных фонографах.

## Предтечи
- В 1860 году парижским изобретателем Эдуаром Леоном Скоттом де Мартенвилем с помощью прибора, называемого им фоноавтограф, была сделана звукозапись поющего голоса. Одно время этот голос считался женским, однако дальнейшие исследования 2009 года позволили установить, что скорость воспроизведения была завышена, а в действительности звукозапись содержит голос самого Скотта, просто поющего значительно медленнее.[8] Это устройство процарапывало дорожку, соответствующую звуковым колебаниям, на закопчённом листе бумаги. Однако, по мнению нашедших её историков, изобретатель не планировал прослушивать её, а только хотел запечатлеть звуковые колебания в виде изображения.[9]
- 30 апреля 1877 года Шарль Кро подал во Французскую академию наук описание «палеофона», аналогичного фонографу Эдисона[10].

## В культуре
- Фонограф (фильм) — короткометражный художественный фильм о создании фонографической записи с голосами Петра Чайковского и его окружения в январе 1890 года
- Музей граммофонов и фонографов в Санкт-Петербурге
- Основатель теории решения изобретательских задач Г. С. Альтшуллер в своих лекциях и монографиях неоднократно приводил[уточнить] фонограф как пример запоздалого изобретения, иллюстрируя этим неэффективность изобретательства методами «спонтанного озарения» и «перебора вариантов». По мнению Альтшуллера, фонограф мог появиться ещё в Древней Греции или в Древнем Риме, так как уровень техники Античности уже позволял изготавливать нужные для фонографа детали (пусть и примитивные). Даже незнание волновой природы звука античными философами и учёными не являлось абсолютным препятствием: многие изобретения сделаны задолго до возникновения понимания их физических основ. В качестве примера автор приводит случайное появление технологически более сложных (даже для средневековья) оптических приборов задолго до открытия законов преломления света, а также изобретение пороха и поршневого насоса. Если бы фонографу «повезло больше», то, по мнению Альтшуллера, возможно, мы бы могли услышать записи подлинных голосов Аристотеля, Октавиана Августа, или Александра Сергеевича Пушкина.